# Éric Ollivier
Pour les articles homonymes, voir Ollivier.
Éric Ollivier, pseudonyme de Yves Duparc, né le 21 novembre 1926 à Lorient et mort le 28 janvier 2015 dans le 14e arrondissement de Paris, est un écrivain, scénariste et journaliste français.

## Biographie

### Années de formation
La mère d'Éric Ollivier (Thérèse Marie Ourvouai) est d'origine irlandaise, son père (Arthur Victor Marie Duparc) est marin et poète. Orphelin de ce dernier à huit ans, il est envoyé de Bretagne à Paris à la fin de l'année 1940 par sa famille qui veut lui éviter les risques des bombardements alliés[réf. souhaitée]. Il fait alors ses études au Lycée Henri-IV et pratique le scoutisme. Ayant raté son baccalauréat, il s'inscrit à l'Institut des Langues orientales, Langues'O. Il y contribue à un dictionnaire d'amharique. Jean Cocteau, à qui il a écrit, lui procure un passage éclair dans le film Ruy Blas (1948), dont Jean Marais est la vedette.

### Secrétaire de François Mauriac
Éric Ollivier est ensuite le secrétaire de l'écrivain François Mauriac d'octobre 1946 au printemps de 1948, lorsqu'il part effectuer son service militaire. Journaliste au quotidien Le Figaro dès 1949, il est envoyé en reportage en Libye, en Tunisie et au Maroc. Il a également été correspondant de guerre en Indochine, grand reporter en Inde et en Afrique. Il a vécu sur place l'indépendance du Maroc et de la Tunisie. 
Romancier, il a obtenu le Prix Roger-Nimier pour J'ai cru trop longtemps aux vacances en 1967 ; le Prix Cazes pour Panne sèche en 1976, le Prix Interallié pour L'Orphelin de mer... ou les Mémoires de monsieur Non en 1982, et le Prix Charles Oulmont en 1993 pour Lettre à mon genou. Auteur, d'une trentaine de livres, il a été aussi producteur à la télévision et a travaillé pour le cinéma (scénarios, dialogue).
Éric Ollivier meurt le 28 janvier 2015 à Paris 14e d’un cancer des intestins.

## Œuvre
- L'Officier de soleil, Denoël (1958)
- Les Enracinés, Sagittaire (1960)
- La Cohorte, Plon (1963)
- Les Godelureaux (1959), réédité en Points Poche (1988); réédité éd. du Rocher (2001) et Flammarion (2009), adapté au cinéma (Les Godelureaux) en 1961 par Claude Chabrol, avec Jean-Claude Brialy
- Le Jeune Homme à l'impériale, La Table ronde (1965)
- J’ai cru trop longtemps aux vacances, Denoël (1967) (Prix Roger-Nimier)
- Les Malheurs d'Annie, LTR (1970)
- Passe-L’Eau, Denoël (1971)
- Une femme raisonnable, Denoël (1974)
- Panne sèche, Denoël (1976) (Prix Cazes-Brasserie Lipp)
- Le temps me dure un peu, Denoël (1980)
- L'Orphelin de mer... ou les Mémoires de Monsieur Non, Denoël (1982) (Prix Interallié)
- L'Arrière-saison (1985) ; réédition en 1991
- Humeurs chroniques (1987)
- Le Faux Pas (1987)
- Les Livres dans la peau (1987)
- Venise, à tous les temps (1989)
- La Loi d'exil, Grasset (1991)
- L'Escalier des heures glissantes, Gallimard (1984) ; réédité 1993)
- Lettre à mon genou (1993)
- Sur les chemins de France, et puis un peu d'ailleurs, Denoël (1994)
- La nature est ma seconde nature, Grasset / Fasquelle (1996)
- À fleur des cœurs, Grasset (1999)
- Ma langue aux chats, Les Belles Lettres (2000), écrit en collaboration avec Bruno Maso
- De si longues vacances, Grasset (2002)
- Un air de fin des temps, Flammarion (2005)
- Avant de partir, Grasset (2013)

## Filmographie
Scénariste ou dialoguiste au cinéma
- 1961 : Les Godelureaux, film de Claude Chabrol, avec Bernadette Lafont, Jean-Claude Brialy et Jean Tissier
- 1963 : Dragées au poivre, film de Jacques Baratier, avec Guy Bedos, Jean-Paul Belmondo, Francis Blanche et Sophie Daumier
- 1965 : L'Or du duc, film de Jacques Baratier, avec Claude Rich, Monique Tarbès et Jacques Dufilho
- 1971 : Églantine, film de Jean-Claude Brialy, avec Valentine Tessier, Claude Dauphin et Odile Versois

À la télévision
- 1966 : Un beau dimanche, téléfilm de François Villiers, avec Jean-Pierre Aumont